# 五老強制収容所
五老強制収容所（オロきょうせいしゅうようじょ）は、朝鮮民主主義人民共和国咸鏡南道栄光郡に所在する「再教育」のための強制収容所。

## 概要
正式名称は、第22号教化所（だい22ごうきょうかじょ）。およそ1,000名の囚人を収容している。